# Opération Bravo
Pour les articles homonymes, voir Bravo.
 (décembre 2021).
L'opération Bravo était un faux coup d'État planifié par Ngô Đình Nhu, le frère cadet et conseiller en chef du président du Sud-Vietnam Ngô Đình Diệm.

## Opération
Nhu était conscient qu'il y avait un complot contre la famille Ngô, et avait l'intention de faire organiser une fausse rébellion par ses forces loyalistes, pour amener les dissidents à s'ouvrir, avant que ses loyalistes écrasent la « rébellion ». Il espérait que cela réaffirmerait le prestige et le pouvoir de sa famille. Cependant, le plan a échoué car Nhu ignorait que le général Tôn Thất Đính (en), qui devait diriger l'opération, faisait partie du véritable soulèvement. Ce qui était censé être l'opération Bravo a ensuite été intégré au véritable coup d'État et Diệm et Nhu ont été assassinés.